# Franck Lagorce
Franck Lagorce, francoski dirkač Formule 1, * 1. september 1968, Pariz, Francija.
Franck Lagorce je upokojeni francoski dirkač Formule 1. V sezoni 1992 je osvojil prvenstvo Francoske Formule 3. V svoji karieri Formule 1 je nastopil le dveh dirkah v sezoni 1994, predzadnji dirki sezone za Veliko nagrado Japonske, kjer je odstopil, in zadnji dirki sezone za Veliko nagrado Avstralije, kjer je zasedel enajsto mesto.

## Popolni rezultati Formule 1
(legenda) (odebeljene dirke pomenijo najboljši štartni položaj, poševne pa najhitrejši krog, †-uvrščen kljub odstopu)
| Leto | Moštvo                 | Šasija       | Motor       | 1   | 2   | 3   | 4   | 5   | 6   | 7   | 8  | 9   | 10  | 11  | 12  | 13  | 14 | 15      | 16     | Prv | Toč |
| ---- | ---------------------- | ------------ | ----------- | --- | --- | --- | --- | --- | --- | --- | -- | --- | --- | --- | --- | --- | -- | ------- | ------ | --- | --- |
| 1994 | Ligier Gitanes Blondes | Ligier JS39B | Renault V10 | BRA | PAC | SMR | MON | ŠPA | KAN | FRA | VB | NEM | MAD | BEL | ITA | POR | EU | JAP Ret | AVS 11 | -   | 0   |